# Niagara (rivier)

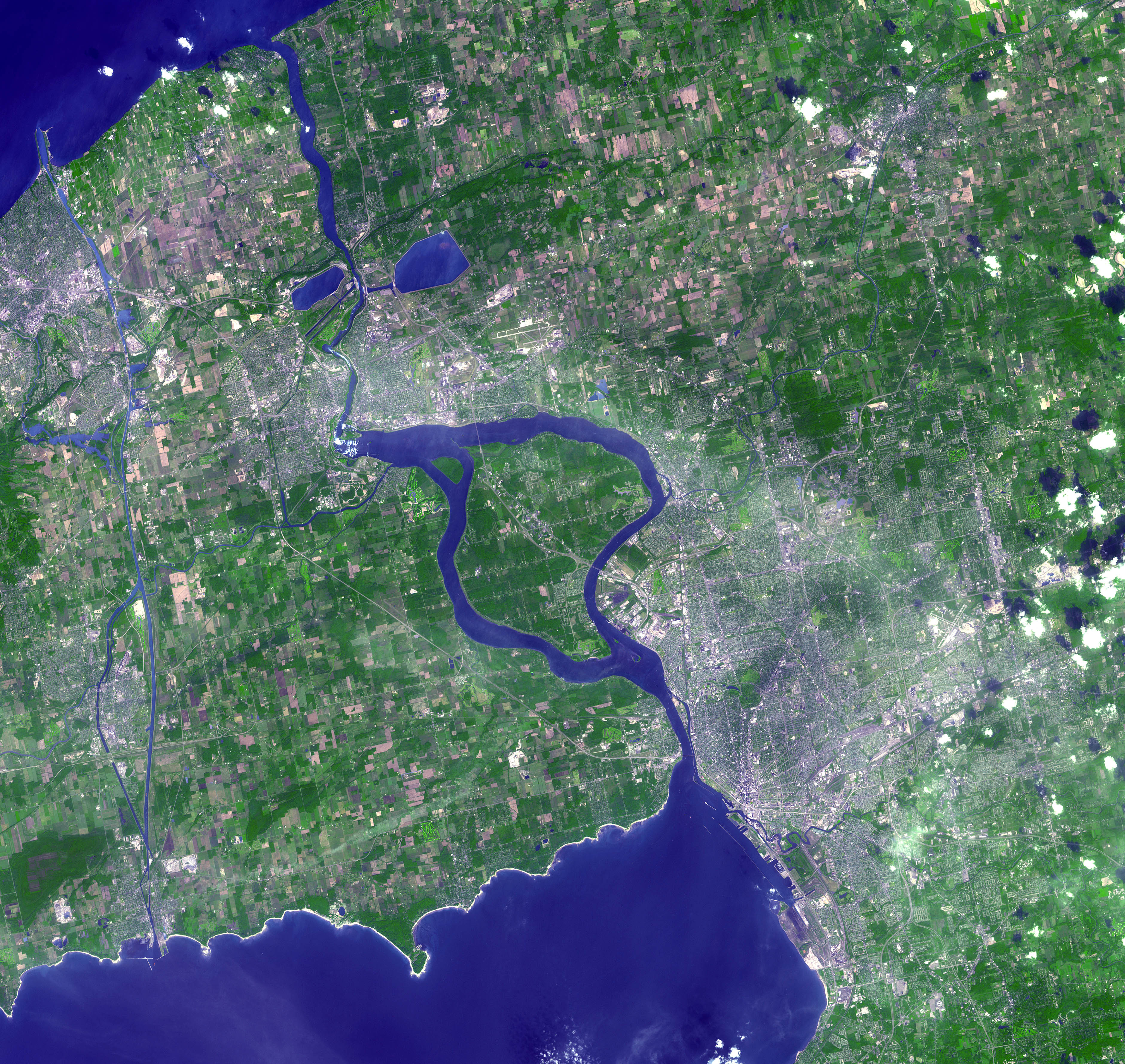
Satellietopname van de Niagara rivier

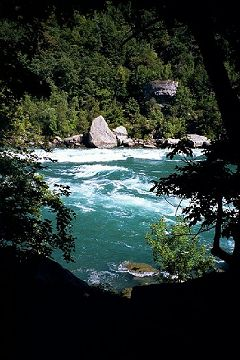
De Niagara bij Niagara Glen

De Niagara is een rivier in Noord-Amerika, die loopt van het Eriemeer naar het Ontariomeer. De rivier vormt de grens tussen de provincie Ontario in Canada en de staat New York van de Verenigde Staten.
De plaatselijke uitspraak is Niagara.

## Loop van de rivier
De rivier is ongeveer 56 km lang en in de rivier liggen de Niagarawatervallen. Het verval van de rivier is over de hele rivierloop 99 meter. In de rivier liggen twee grote eilanden, Grand Island en Goat Island, die beide tot de Verenigde Staten behoren. Goat Island en het kleine Luna Island delen de Niagarawatervallen in drie delen, die de Horseshoe Falls, Bridal Veil Falls en American Falls genoemd worden. Navy Island ligt nabij het noordelijke einde van Grand Island, Strawberry Island zuidoostelijk van Grand Island.

## Scheepvaart
De scheepvaart op de Grote Meren kan de rivier links laten liggen, door het Wellandkanaal aan de Canadese zijde te nemen. Dit kanaal is een deel van de zogenaamde Saint Lawrencezeeweg. De Niagararivier en de zijrivier Tonawanda Creek vormen het Eriekanaal, dat via de Niagararivier in het Eriemeer uitmondt.

## Plaatsen langs de rivier
Belangrijke steden langs de Niagara zijn (vanaf het zuiden):
- Buffalo, New York
- Fort Erie, Ontario
- Lewiston, New York
- Niagara Falls, New York
- Niagara Falls, Ontario
- Niagara-on-the-Lake, Ontario
- Queenston, Ontario

- Gemeinsame Normdatei: 4218128-8
- Library of Congress Control Number: sh85091704
- National Archives and Records Administration: 10038749
- Nationale Bibliotheek van Israël: 987007529584005171
- Virtual International Authority File: 234661412